# System-on-a-chip
System-on-a-chip（SOC、SoC）は集積回路の1個のチップ上に、プロセッサコアをはじめ一般的なマイクロコントローラが持つような機能の他、応用目的の機能なども集積し、連携してシステムとして機能するよう設計されている、集積回路製品である。

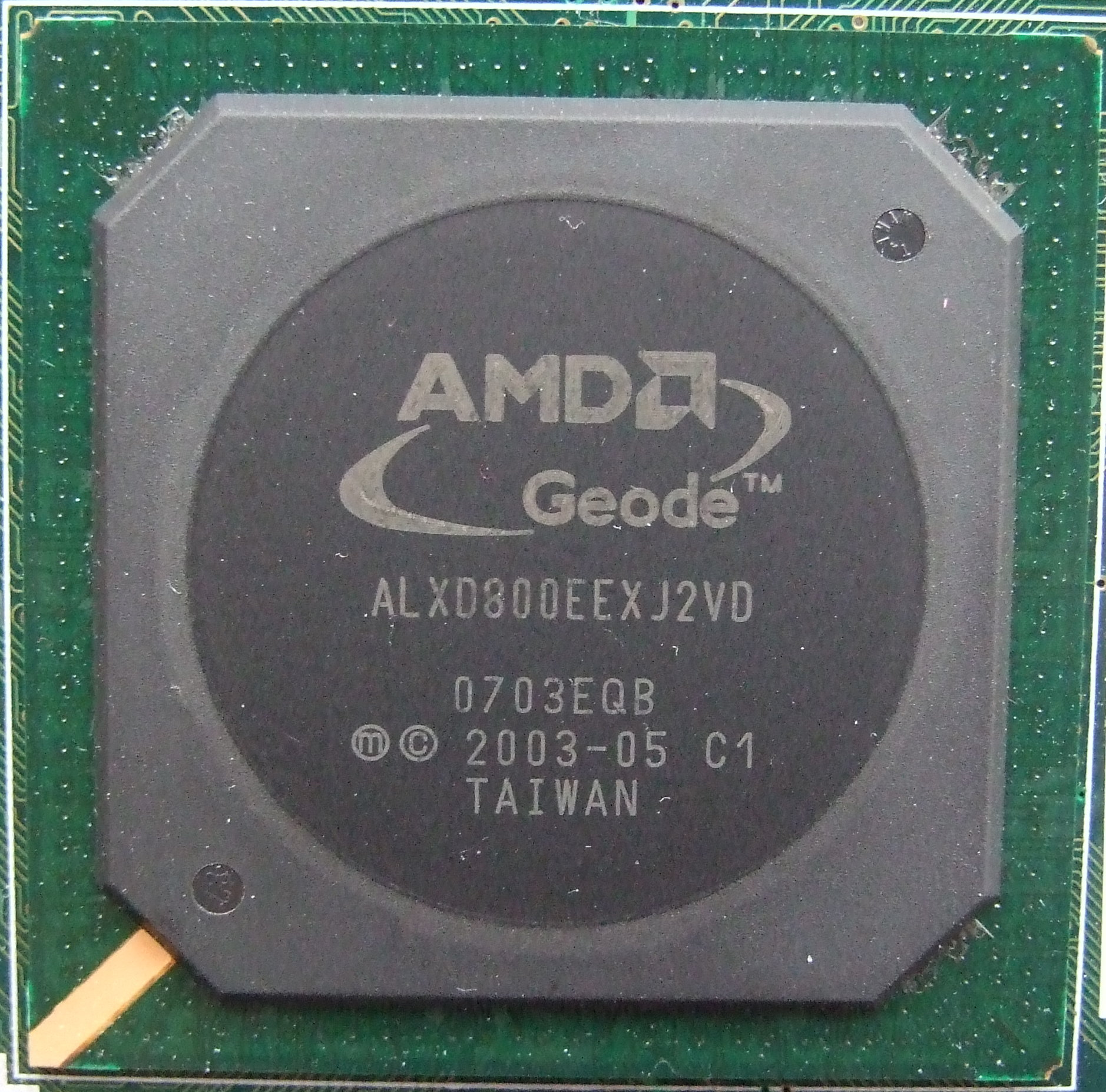
AMD Geode は x86 互換のSoC

大容量のDRAMやアナログ回路の混載にはさまざまな難しさやリスクもあり、デメリットもある（後述）ため、DRAMを別チップに集積し、同一パッケージに収めたSiPの形態をとる製品もある。

## 集積度の向上と用途に特化したLSI
1970年代中頃のマイクロプロセッサは、集積度がまだ高くなく、いわゆるCPUとしての機能（近年ではコアなどとも呼ばれる）のみを持ち、メモリやパラレルI/O、UARTなどのペリフェラルは別のチップ、別のパッケージのものを利用し、プリント基板にそれらを実装して（あるいは、バックプレーンで接続された個別の基板により）システムを構成していた。
1980年代頃からは、集積度の向上もあって、マイクロプロセッサ周辺の機能を1チップにまとめた、いわゆる「ワンチップマイコン」（マイクロコントローラ）と呼ばれる製品が現れた。
また、顧客の個々の要求に応じた特定の専用回路をマイクロコントローラに付加することで、汎用性は下がるがその用途に対して最適化した製品も作られるようになった。半導体メーカーとしては、チップ単価が高くできる高付加価値商品として、セットメーカー（そのチップを使用する装置のメーカ）は装置全体のコストダウンにつながるとして出荷数の多い装置で採用された。このような製品はASICやカスタムチップと呼ばれていた（CPU機能は外付けで、ペリフェラルや専用回路を1チップ化したものも含む）。
集積化の流れは続き、以下の理由からさらにその流れが加速した。
- 集積回路の回路規模が増大 - 半導体製造技術の向上で、従来集積できない規模の複数の回路も1チップに実現可能になった
- 回路設計方法の高度化 - ハードウェア記述言語を用いEDAツールを使った設計方法により設計効率が向上。半導体プロセスと機能レベルの設計が分離され、機能ブロック単位で再利用しやすくなった（詳細はIPコアを参照）。それまで自社外に公開していなかった回路もIPコアとして流通するようになった。

これらの要件を満たした設計手法およびこの設計手法によって製造された半導体製品をSoCと呼ぶ。
1チップに集積したSoC（ASIC全般）と、複数の単機能LSIを基板に実装した場合との比較を以下に示す。
- 占有面積の削減 - プリント基板上で複数のICパッケージを個別に実装するよりも小型化が可能。
- 高速化 - ICパッケージ間のプリント基板上での配線やパッケージのリードなどのインピーダンスやクロストークによる信号の遅延が低減される。チップ内部でPAD[注釈 1]を通さずにバスを接続できるため、遅延が少なくなる。
- 低消費電力 - 内部で接続することで外部に出す必要がない端子を削減しPAD減らせる事や、省電力技術である「ゲーテッド・クロック」などによるチップ全体での省電力機能を盛り込みやすくなった。
- コスト低減 - 基板縮小や実装と検査の簡略化、故障の減少が見込まれ、また量産出来れば、組み込まれた最終製品全体としてはコストが抑えられる。

SoCという言葉が使われだした時期は定かではないが、1994年という情報がある。当時、ASICやマイコン（マイクロコントローラの略称）といった呼び方は陳腐化しており、高付加価値な印象を与える新たな呼び方として注目された。IPコアを用いることを前提にした設計方法が主流になった頃から、SoCという言葉が使われる場面が増えた。当初は System on a Chip（SoC）の他、System on Silicon（SoS）とも呼ばれていたが、次第にSoCに落ち着いた。
また、SoCに近い意味合いの言葉として、システムLSIという言葉が存在する。

## DRAMとアナログ回路の混載
システム全体の回路全体を1チップに載せられるという意味のSoCだが、上記のデジタル回路以外に大容量のメモリやアナログ回路も同時に搭載したものを指す場合がある。
従来のマイクロコントローラーでも比較的小規模（数キロバイトから数百キロバイト程度）のSRAMやROM（マスクROMやフラッシュメモリなどを含む）は搭載していたが、数メガバイトを超えるような容量では実現が難しく、外付けのメモリを用いる必要があった。
メモリの大容量化はSRAMよりDRAMが適しているため、論理回路とDRAMの混載が過去から試みられていたが、半導体製造プロセスが異なるため実現が難しかった。1998年前後にDRAM混載プロセスが実現された が、後述の問題点もあり、すべての用途において最適とは限らない。
また、アナログ回路も論理回路と異なる半導体製造プロセスが必要になることが多く、大規模なロジックLSIに汎用的なアナログ回路を混載することが難しかった。SoCと呼ばれる前のマイクロコントローラー製品では、A/Dコンバーター・D/AコンバーターやPLLなど一部の回路は実現できていたが、電源用などの大出力トランジスタや高精度のオペアンプ、高周波を扱うRF回路は混載が難しい。デジタル回路/アナログ回路混載のことを指すMixedSignalという言葉も存在する。
2007年現在SoCと言った場合、必ずしもDRAMやアナログ回路を含むとは限らない。

## 技術的課題とリスク
SoCには長所/短所があり、以下のような点が短所として挙げられる。
- 複雑化した開発過程
  - 開発期間の長期化
  - 仕様変更に即応出来ない
  - 設計の失敗により再製作する場合のリスクが時間とコスト面で過大
- ダイ面積の増大
  - 歩留まりの低下 チップの製造単価の上昇
- 少量多品種への対応が難しい - 情報家電分野では製品寿命の短命化とも関連
- 半導体プロセスの微細化に伴うフォトマスク代の高騰（この問題はSoCに限らず集積回路全般）

DRAMやアナログ回路を混載する場合、以下の点も問題となる。
- 異なるプロセスを混載するため、工程とフォトマスクが増加
  - 製造コストが増大
  - 歩留まりに悪影響

これらの技術的課題やリスクはあるが、半導体製造プロセス技術の改善はもとより、メソドロジー（設計開発手法）の改善、これらを考慮した上での柔軟な仕様、DFT/DFM技術の発展などにより、克服されつつある。これらについてまったくノウハウを持たない場合は、依然としてリスクが大きい。
また、これらの経緯から、大規模な集積回路の製造方法に対する別の手法も求められ、上記の問題を解決する手段としてSiPが注目されはじめた。SiPは200x年代前半に実用化され、SoCの弱点を補う形になっている。（2007年現在）SoCはSiPによって完全に否定されたわけではなく、開発と製造が順調に進めば量産効果によるコスト低減効果は大きく、状況によって使い分けたり、SoCとSiPを組み合わせて用いたりする。